# Џејмс Бејнс
Џејмс Бејнс (енгл. James Baynes; Ланкастер, 5. април 1766 — Лондон, 12. мај 1837) је био енглески сликар који је најчешће радио са воденим бојама. Венчао се са Мери Мен (која је живела од 1766. до 1845. године) године 1785. у Лондону. Њихов син, Томас Мен Бејнс (1794 — 1854), такође ће као и отац постати сликар пејзажа техником водених боја.

## Одабрана дела
- (31.5 x 28, мастило)
- (45.4 x 62.4, водене боје на папиру)
- (37.7 x 53.8, водене боје на папиру)
- (26.03 x 18.16, водене боје на папиру)
- (18 x 29, водене боје на папиру)